# Окућница Драгољуба Јуришића
Окућница Драгољуба Јуришића се налази у Црној Бари, у Мачви, на територији општине Богатић. Као вредан споменик народног градитељства овог краја из друге половине 19. века, евидентиран је као непокретно културно добро као споменик културе.

## Припадајући објекти
Окућницу Јуришића, осим зграде старог вајата налазе се и централни објекат кућа и пространа економска зграда - чардак, на који се са једне стране наставља отворен трем. Зграда старог вајата је највреднији објекат у оквиру окућнице, који се по предању везује за Хајдук Станка, личност из познатог романа књижевника Јанка Веселиновића. У њему се налази метални кревет са сламарицом, прекривен ћилимом. На средини омалене просторије је низак округли сто (синија) са три столице (троношци). На зиду виси девојачки јелек.